# Vitka Kempnerová

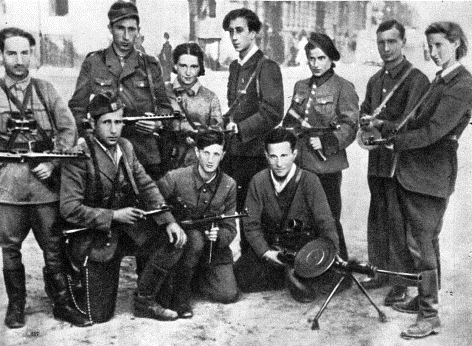
Vitka Kempnerová (úplně vpravo) ve Vilniuském ghettu se členy FPO. Společně s Aba Kovnerem a Różkou Korczak

Vitka Kempnerová (hebrejsky ויטקה קובנר‎, 14. března 1920, Kališ – 15. února 2012, Izrael) byla polská židovka a partyzánka během 2. světové války. Sloužila v partyzánské organizaci (Farajnikte Partizaner Organizacje) společně s Różkou Korczak a zakladatelem Aba Kovnerem byli vedoucími v nástupnické organizaci – Mstitelé (Nokmim).

## Kariéra
Kempnerové bylo devatenáct, když Němci napadli Polsko a ona odletěla do Vilniusu v Litvě. Když po osmi měsících Litva připadla Němcům, Kempnerová a desítky tisíc dalších židů byli drženi v ghettu. Tam se Kempnerová poznala s Korczakovou a Kovnerem. Během druhé světové války jejich partyzánská organizace (FPO) byla jednou z nejznámějších a nejúspěšnějších židovských partyzánských skupin během války, která prováděla sabotáže nacistů. Kempnerová zastávala významnou vedoucí roli v organizaci a je známá odpálením nacistické železniční trati podomácky vyrobenou bombou. Společně se svými společníky propašovali zbraně městskou kanalizací. Kempnerová se nakonec stala jednou z Kovnerových nejbližších spolupracovníků.

## Mstitelé
Po neúspěšné vzpouře v ghettu, která je vyhnala pryč z Vilniusu, se partyzánská organizace proměnila v Mstitele. Milice vznikla v lese Rudniki (Rudník) a od té doby pokračovala v sabotování nacistických operací. Společně zničili přívod energie a vody do Vilniusu. Aby přežili, drželi se v tajnosti a rabovali rolnické domy. V lese žili devět měsíců, než byl Vilnius s pomocí partyzánů okupován sovětskými silami.

## Po válce
Když v roce 1945 válka skončila, Kempnerová a Kovner stále bojovali proti nacistům. Pomohli evakuovat stovky evropských židů do Britského mandátu Palestiny – ten se později stal státem Izrael. Kovner dále zformoval novou odbojovou skupinu známou jako Nakam (Pomsta). Chtěli se pomstít Němcům otrávením vodáren v důležitých městech, ale Kovner byl zatčen ještě předtím, než se jejich plán uskutečnil. 13. dubna 1946 se Kempnerová spolu s dalšími infiltrovali do pekárny, která dodávala chléb nacistickým válečným vězňům v Norimberku. Než byl jeden člen stráže upozorněn, povedlo se jim pokrýt 2300 bochníků chleba arsenem a pak byli nuceni uprchnout. Mnoho válečných zajatců onemocnělo, ale žádný nebyl nahlášen mrtev.

## Rodinný život
Kempnerová a Kovner se vzali v roce 1946. Ve stejném roce se i přestěhovali do Britského mandátu Palestiny a později zde měli dvě děti. Kovner se stal básníkem a Kempnerová klinickou psycholožkou. Žili spolu 40 let, než Kovner roku 1987 zemřel. Kempnerová zemřela ve svém domě v Izraeli v roce 2012. Na Kempnerovou vzpomíná Hirsh Glick ve své písničce Shtil, di nakht iz ovsgeshternt. Oslavuje její hrdinský čin z roku 1942 – útok na německý konvoj v sektoru Vilnius.